# Senátní obvod č. 31 – Ústí nad Labem
Senátní obvod č. 31 – Ústí nad Labem je podle zákona č. 247/1995 Sb. tvořen celým okresem Ústí nad Labem a částí okresu Litoměřice, tvořenou obcemi Prackovice nad Labem, Chotiměř a Velemín.
Současným senátorem je od roku 2022 Martin Krsek, nestraník zvolený za hnutí SEN 21. V Senátu je členem Senátorského klubu SEN 21 a Piráti.

## Senátoři
| Volby | Volby | Senátor             | Volební strana | Navrhující strana | Politická příslušnost | Odkaz  |
| ----- | ----- | ------------------- | -------------- | ----------------- | --------------------- | ------ |
|       | 1996  | Oto Neubauer        | ČSSD           | ČSSD              | ČSSD                  | profil |
|       | 1998  | Jaroslav Doubrava   | KSČM           | KSČM              | KSČM                  |        |
|       | 2004  | MUDr. Pavel Sušický | ODS            | ODS               | ODS                   | profil |
|       | 2010  | Jaroslav Doubrava   | S.cz           | S.cz              | S.cz                  | profil |
| 2016  |       | Jaroslav Doubrava   | S.cz           | S.cz              | S.cz                  | profil |
|       | 2022  | Mgr. Martin Krsek   | SEN 21         | SEN 21            | BEZPP                 | profil |

## Volby

### Rok 1996
| Kandidát           | Volební strana | Navrhující strana | Politická příslušnost | Počet hlasů (1. kolo) | %     | Počet hlasů (2. kolo) | %     |
| ------------------ | -------------- | ----------------- | --------------------- | --------------------- | ----- | --------------------- | ----- |
| Oto Neubauer       | ČSSD           | ČSSD              | ČSSD                  | 6 986                 | 27,39 | 16 306                | 59,88 |
| Petr Cerman        | ODS            | ODS               | ODS                   | 7 628                 | 29,90 | 10 925                | 40,12 |
| JUDr. Jan Michalec | KSČM           | KSČM              | KSČM                  | 4 535                 | 17,78 | —                     | —     |
| Ing. Petr Novotný  | ODA            | ODA               | ODA                   | 3 726                 | 14,61 | —                     | —     |
| MUDr. Dušan Oslej  | SZ             | SZ                | SZ                    | 2 136                 | 8,37  | —                     | —     |
| JUDr. Jiří Šetina  | DEU            | DEU               | BEZPP                 | 497                   | 1,95  | —                     | —     |

### Rok 1998
| Kandidát                               | Volební strana | Navrhující strana | Politická příslušnost | Počet hlasů (1. kolo) | %     | Počet hlasů (2. kolo) | %     |
| -------------------------------------- | -------------- | ----------------- | --------------------- | --------------------- | ----- | --------------------- | ----- |
| Jaroslav Doubrava                      | KSČM           | KSČM              | KSČM                  | 7 242                 | 27,63 | 12 066                | 52,37 |
| Mgr. Zdeněk Kavina                     | ODS            | ODS               | ODS                   | 7 428                 | 28,34 | 10 976                | 47,63 |
| Ing. Jan Schmidt                       | ČSSD           | ČSSD              | ČSSD                  | 6 132                 | 23,40 | —                     | —     |
| Prof. RNDr. Vlastimil Novobilský, CSc. | 4KOALICE       | 4KOALICE          | BEZPP                 | 4 513                 | 17,22 | —                     | —     |
| Petr Miller                            | NEZ            | NEZ               | NEZ                   | 895                   | 3,41  | —                     | —     |

### Rok 2004
| Kandidát              | Volební strana | Navrhující strana | Politická příslušnost | Počet hlasů (1. kolo) | %     | Počet hlasů (2. kolo) | %     |
| --------------------- | -------------- | ----------------- | --------------------- | --------------------- | ----- | --------------------- | ----- |
| MUDr. Pavel Sušický   | ODS            | ODS               | ODS                   | 9 773                 | 39,33 | 11 908                | 56,26 |
| Jaroslav Doubrava     | KSČM           | KSČM              | KSČM                  | 7 996                 | 32,18 | 9 255                 | 43,73 |
| Ing. Jaroslav Brychta | ČSSD           | ČSSD              | ČSSD                  | 2 141                 | 8,61  | —                     | —     |
| Mgr. Zdeněk Kubec     | SZSP           | SZSP              | SZSP                  | 1 491                 | 6,00  | —                     | —     |
| Ing. Zdeňka Jeřábková | NEZ            | NEZ               | BEZPP                 | 1 295                 | 5,21  | —                     | —     |
| Roman Hanusch         | SNK            | SNK               | BEZPP                 | 1 128                 | 4,54  | —                     | —     |
| Ing. Marian Páleník   | CZ             | CZ                | BEZPP                 | 1 128                 | 2,31  | —                     | —     |
| Mgr. Petr Hannig      | SZR            | SZR               | SZR                   | 444                   | 1,78  | —                     | —     |

### Rok 2010
| Kandidát               | Volební strana | Navrhující strana | Politická příslušnost | Počet hlasů (1. kolo) | %     | Počet hlasů (2. kolo) | %     |
| ---------------------- | -------------- | ----------------- | --------------------- | --------------------- | ----- | --------------------- | ----- |
| Jaroslav Doubrava      | S.cz           | S.cz              | S.cz                  | 7 391                 | 23,15 | 11 602                | 55,97 |
| MUDr. Pavel Sušický    | ODS            | ODS               | ODS                   | 8 625                 | 27,01 | 9 125                 | 44,02 |
| PaedDr. Gustav Krov    | ČSSD           | ČSSD              | ČSSD                  | 6 656                 | 20,85 | —                     | —     |
| PaedDr. Jan Eichler    | SZSP           | SZSP              | BEZPP                 | 3 728                 | 11,67 | —                     | —     |
| PaedDr. Petr Brázda    | KSČM           | KSČM              | KSČM                  | 2 700                 | 8,45  | —                     | —     |
| Mgr. Liběna Dobrovolná | TOP 09         | TOP 09            | TOP 09                | 2 500                 | 7,83  | —                     | —     |
| Jan Jaroš              | KDU-ČSL        | KDU-ČSL           | KDU-ČSL               | 321                   | 1,00  | —                     | —     |

### Rok 2016
| Kandidát                            | Volební strana           | Navrhující strana | Politická příslušnost | Počet hlasů (1. kolo) | %     | Počet hlasů (2. kolo) | %     |
| ----------------------------------- | ------------------------ | ----------------- | --------------------- | --------------------- | ----- | --------------------- | ----- |
| Jaroslav Doubrava                   | S.cz                     | S.cz              | S.cz                  | 6 767                 | 23,94 | 6 533                 | 57,89 |
| prof. Dr. Ing. František Holešovský | ANO                      | ANO               | BEZPP                 | 4 333                 | 15,33 | 4 751                 | 42,10 |
| Martin Hausenblas, MBA              | SZ, Piráti, JsmePRO!     | JsmePRO!          | BEZPP                 | 3 432                 | 12,14 | —                     | —     |
| PhDr. Mgr. Vítězslav Štefl, Ph.D.   | ČSSD                     | ČSSD              | ČSSD                  | 2 482                 | 8,78  | —                     | —     |
| Mgr. Jan Tvrdík                     | ODS                      | ODS               | ODS                   | 2 207                 | 7,80  | —                     | —     |
| Mgr. Tomáš Vandas                   | DSSS, NF, NÁR.SOC., ČÚNL | DSSS              | DSSS                  | 1 964                 | 6,94  | —                     | —     |
| MUDr. Jiří Madar                    | UFO                      | UFO               | UFO                   | 1 961                 | 6,93  | —                     | —     |
| JUDr. Mgr. Stanislav Körner         | KSČM                     | KSČM              | BEZPP                 | 1 914                 | 6,77  | —                     | —     |
| JUDr. Ilona Tajchnerová             | TOP 09                   | TOP 09            | TOP 09                | 1 675                 | 5,92  | —                     | —     |
| Petr Kůstka                         | NK                       | NK                | BEZPP                 | 1 524                 | 5,39  | —                     | —     |

### Rok 2022
Ve volbách v roce 2022 senátor Jaroslav Doubrava již neobhajoval svůj mandát. Mezi devíti kandidáty na nového senátora byli rektor UJEP a nestraník za ODS Martin Balej, učitel a nestraník za Rozumné Jan Beer, provozní zámečník Miloslav Buldra z KSČM, ředitel gymnázia a společný kandidát TOP 09 a KDU-ČSL Alfréd Dytrt nebo zastupitel Ústí nad Labem René Hladík z SPD. Do Senátu PČR kandidovali také historik Muzea města Ústí nad Labem a publicista Martin Krsek jako nestraník za hnutí SEN 21, primátor Ústí nad Labem Petr Nedvědický z hnutí ANO, ekonomka a bývalá primátorka Věra Nechybová z hnutí UFO a emeritní policejní rada-poradce Jaroslav Telecký jako nestraník za stranu PRO 2022.
První kolo vyhrál s 24,39 % hlasů Petr Nedvědický, do druhého kola s ním postoupil Martin Krsek, který obdržel 19,16 % hlasů. Ve druhém kole nakonec Martin Krsek porazil s 67,71 % hlasů Petra Nedvědického.
| Kandidát | Kandidát                       | Volební strana  | Navrhující strana | Politická příslušnost | Počet hlasů (1. kolo) | %     | Počet hlasů (2. kolo) | %     |
| -------- | ------------------------------ | --------------- | ----------------- | --------------------- | --------------------- | ----- | --------------------- | ----- |
|          | Mgr. Martin Krsek              | SEN 21          | SEN 21            | BEZPP                 | 6 407                 | 19,16 | 11 840                | 67,71 |
|          | PhDr. Ing. Petr Nedvědický     | ANO             | ANO               | ANO                   | 8 156                 | 24,39 | 5 645                 | 32,28 |
|          | doc. RNDr. Martin Balej, Ph.D. | ODS             | ODS               | BEZPP                 | 4 298                 | 12,85 | —                     | —     |
|          | Ing. Alfréd Dytrt              | KDU-ČSL, TOP 09 | TOP 09            | BEZPP                 | 4 078                 | 12,19 | —                     | —     |
|          | PhDr. René Hladík, CSc.        | SPD             | SPD               | SPD                   | 3 504                 | 10,48 | —                     | —     |
|          | Ing. Věra Nechybová            | UFO             | UFO               | UFO                   | 3 084                 | 9,22  | —                     | —     |
|          | Mgr. Jaroslav Telecký, MBA     | PRO 2022        | PRO 2022          | BEZPP                 | 2 439                 | 7,29  | —                     | —     |
|          | Miloslav Buldra                | KSČM            | KSČM              | KSČM                  | 1 032                 | 3,08  | —                     | —     |
|          | PhDr. Jan Beer                 | Rozumní         | Rozumní           | BEZPP                 | 434                   | 1,29  | —                     | —     |

## Volební účast
|  | nejvyšší volební účast |  | nejnižší volební účast |

| Rok  | % (1. kolo) | % (2. kolo) |
| ---- | ----------- | ----------- |
| 1996 | 28,49       | 30,09       |
| 1998 | 31,45       | 25,01       |
| 2004 | 28,29       | 22,41       |
| 2010 | 35,64       | 21,74       |
| 2016 | 30,56       | 11,78       |
| 2022 | 36,67       | 18,53       |